# Sośninka
Sośninka (prononciation : [sɔɕˈniŋka]) est un village polonais de la gmina de Łaskarzew dans le powiat de Garwolin de la voïvodie de Mazovie dans le centre-est de la Pologne.
Il se situe à environ 14 kilomètres au sud de Garwolin (siège du powiat) et à 63 kilomètres au sud-est de Varsovie (capitale de la Pologne).
Le village possède approximativement une population de 400 habitants en 2006.

## Histoire
De 1975 à 1998, le village appartenait administrativement à la voïvodie de Siedlce.